# Gnome-Rhône 5K
Lo Gnome-Rhône 5K "Titan" era un motore aeronautico radiale a 5 cilindri, parte di una famiglia di motori denominata "serie K" che la casa francese Société des Moteurs Gnome et Rhône realizzò sviluppando il progetto del britannico Bristol Titan del quale possedeva una licenza di produzione.
La serie comprendeva anche lo Gnome-Rhône 7K Titan Major e lo 9K Mistral. Questi motori erano caratterizzati dalla intercambiabilità dei principali componenti (albero a gomiti, cilindri completi, pistoni, alberi e coperchio posteriore).
Gli 5K vennero prodotti nella cifra totale di 6 000 unità.

## Versioni
5Kcr
dotato di riduttore di velocità interposto al mozzo dell'elica.
5Kds
dotato di compressore meccanico.

## Velivoli utilizzatori
(lista parziale)
 Germania
- Dornier Do K2
- Dornier Do 12

 Francia
- Bernard S-72
- Blériot 195
- Breguet 393T
- Farman F.190
- Farman F.211
- Farman F.290
- Farman F.300
- FBA 17
- Morane-Saulnier MS.130
- Morane-Saulnier MS.230

 Francia-Romania
- Bratu 220

 Paesi Bassi
- Koolhoven F.K.42
- Koolhoven F.K.40